# کارلوو (آلمان)
کارلوو (به آلمانی: Carlow) یک شهر در آلمان است که در نوردوست‌مکلنبورگ واقع شده‌است. کارلوو ۱٬۲۹۳ نفر جمعیت دارد.